# Диплобласты
Диплобласты (двухслойные животные) — многоклеточные животные, в эмбриональном развитии которых есть лишь два зародышевых листка: наружный (эктодерма) и внутренний (энтодерма).
Двухслойность характерна для просто устроенных организмов (стрекающие, гребневики), обладающих, однако, тканевой организацией. Более примитивные животные (губки) вообще не обладают тканевой организацией, а более сложные (Bilateria) имеют три зародышевых листка (между энтодермой и эктодермой появляется дополнительный листок — мезодерма).
Зародышевые листки возникают в процессе гаструляции. Впоследствии из энтодермы развиваются пищеварительный тракт и некоторые другие внутренние органы. Эктодерма развивается в эпидермис, нервную ткань и ряд других структур.